# Kalle Teodor
Kalle Teodor är en barnvisa i stil med en sjömansvisa skriven av Astrid Lindgren och med musik av Georg Riedel.  
Melodin till sången är delvis hämtad ur den tyska sången Die Seeräuber-Jenny (på svenska Sjörövar-Jennys visa) av Tolvskillingsoperan från 1928 av Bertolt Brecht (text) och Kurt Weill (musik).

## Inspelningar
En tidig inspelning gjordes av Katarina barnkör på Södra teatern i Stockholm den 20 maj 1989, och gavs ut på kassett samma år.